# Виртежу (Ілфов)
Виртежу (рум. Vârteju) — село у повіті Ілфов в Румунії. Адміністративно підпорядковане місту Мегуреле.
Село розташоване на відстані 12 км на південний захід від Бухареста, 147 км на південь від Брашова.

## Населення
За даними перепису населення 2002 року у селі проживали 2050 осіб.
Національний склад населення села:
| Національність | Кількість осіб | Відсоток |
| -------------- | -------------- | -------- |
| румуни         | 1937           | 94,5%    |
| цигани         | 109            | 5,3%     |

Рідною мовою назвали:
| Мова      | Кількість осіб | Відсоток |
| --------- | -------------- | -------- |
| румунська | 1996           | 97,4%    |
| циганська | 50             | 2,4%     |